# Distrito electoral federal 16 del estado de México
El XVI Distrito Electoral Federal del Estado de México es uno de los 300 Distritos Electorales en los que se encuentra dividido el territorio de México para la elección de diputados federales y uno de los 40 en los que se divide el Estado de México. Su cabecera es la ciudad de Ecatepec de Morelos.
El XVI Distrito del Estado de México está ubicado en la región norte del Valle de México, desde 2022 está conformado por el exclave oriental del Municipio de Tlalnepantla de Baz y la región suroeste del Municipio de Ecatepec de Morelos. Lo integran 177 secciones electorales.

## Distritaciones anteriores

### Distritación 1996 - 2005
Entre 1996 y 2005 el Distrito XVI fue integrado por el exclave oriental del municipio de Tlalnepantla de Baz. Su cabecera distrital era San Juan Ixhuatepec.

### Distritación 2005 - 2017
Entre 2005 y 2017 en territorio del distrito electoral fue conformado por el exclave oriental del municipio de Tlalnepantla de Baz y por la región occidental del municipio de Ecatepec de Morelos. Su cabecera distrital era Ecatepec de Morelos.

### Distritación 2017 - 2022
Tras la distritación electoral nacional de 2014-2017 llevada a cabo por el Instituto Nacional Electoral el territorio del distrito electoral federal fue integrado por el exclave oriental del municipio de Tlalnepantla de Baz y las regiones suroeste y central del municipio de Ecatepec de Morelos.

## Diputados por el distrito
| Legislatura                                                | Periodo                                           | Diputado                     | Grupo parlamentario                  |
| ---------------------------------------------------------- | ------------------------------------------------- | ---------------------------- | ------------------------------------ |
| I                                                          | 7 de diciembre de 1857-17 de mayo de 1861         |                              |                                      |
| II                                                         | mayo de 1861-mayo de 1863                         |                              |                                      |
| III                                                        | 20 de octubre de 1863-1865                        |                              |                                      |
| IV                                                         | 5 de noviembre de 1867-14 de septiembre de 1868   |                              |                                      |
| V                                                          | 15 de septiembre de 1869-15 de septiembre de 1871 |                              |                                      |
| VI                                                         | 15 de septiembre de 1871-15 de septiembre de 1873 |                              |                                      |
| VII                                                        | 15 de septiembre de 1873-15 de septiembre de 1875 |                              |                                      |
| VIII                                                       | 15 de septiembre de 1875-22 de mayo de 1878       |                              |                                      |
| IX                                                         | 2 de septiembre de 1878-15 de septiembre de 1880  |                              |                                      |
| X                                                          | 16 de septiembre de 1880-15 de septiembre de 1882 |                              |                                      |
| XI                                                         | 16 de septiembre de 1882-15 de septiembre de 1884 |                              |                                      |
| XII                                                        | 16 de septiembre de 1884-15 de septiembre de 1886 |                              |                                      |
| XIII                                                       | 16 de septiembre de 1886-15 de septiembre de 1888 |                              |                                      |
| XIV                                                        | 16 de septiembre de 1888-15 de septiembre de 1890 |                              |                                      |
| XV                                                         | 16 de septiembre de 1890-15 de septiembre de 1892 |                              |                                      |
| XVI                                                        | 16 de septiembre de 1892-15 de septiembre de 1894 |                              |                                      |
| XVII                                                       | 16 de septiembre de 1894-15 de septiembre de 1896 |                              |                                      |
| XVIII                                                      | 16 de septiembre de 1896-15 de septiembre de 1898 |                              |                                      |
| XIX                                                        | 16 de septiembre de 1898-15 de septiembre de 1900 |                              |                                      |
| XX                                                         | 16 de septiembre de 1900-15 de septiembre de 1902 |                              |                                      |
| XXI                                                        | 16 de septiembre de 1902-15 de septiembre de 1904 |                              |                                      |
| XXII                                                       | 16 de septiembre de 1904-15 de septiembre de 1906 |                              |                                      |
| XXIII                                                      | 16 de septiembre de 1906-15 de septiembre de 1908 |                              |                                      |
| XXIV                                                       | 16 de septiembre de 1908-15 de septiembre de 1910 |                              |                                      |
| XXV                                                        | 16 de septiembre de 1910-15 de septiembre de 1912 |                              |                                      |
| XXVI                                                       | 16 de septiembre de 1912-10 de octubre de 1913    | Mariano Vicencio             |                                      |
| XXVI (bis)                                                 | 16 de noviembre de 1913-5 de agosto de 1914       |                              |                                      |
| Constituyente                                              | 1 de diciembre de 1916-5 de febrero de 1917       | Rubén Martí                  |                                      |
| XXVII                                                      | 15 de abril de 1917-31 de agosto de 1918          | José A. Ruiz                 |                                      |
| XXVIII                                                     | 1 de septiembre de 1918-31 de agosto de 1920      |                              |                                      |
| XXIX                                                       | 1 de septiembre de 1920-31 de agosto de 1922      |                              |                                      |
| XXX                                                        | 1 de septiembre de 1922-31 de agosto de 1924      | Prócoro Dorantes             |                                      |
| El distrito 16 es suprimido en _. Es restablecido en 1978. |                                                   |                              |                                      |
| LI                                                         | 1 de septiembre de 1979-31 de agosto de 1982      | Yolanda Sentíes Echeverría   | Partido Revolucionario Institucional |
| LII                                                        | 1 de septiembre de 1982-31 de agosto de 1985      | Arturo Martínez Legorreta    | Partido Revolucionario Institucional |
| LIII                                                       | 1 de septiembre de 1985-31 de agosto de 1988      | Enrique Tito González Isunza | Partido Revolucionario Institucional |
| LIV                                                        | 1 de septiembre de 1988-31 de octubre de 1991     | Alfredo Reyes Contreras      | Partido Popular Socialista (México)  |
| LV                                                         | 1 de noviembre de 1991-31 de octubre de 1994      | Arturo Montiel Rojas         | Partido Revolucionario Institucional |
| LVI                                                        | 1 de noviembre de 1994-31 de agosto de 1997       | Agustín Mauro Jordán Arzate  | Partido Revolucionario Institucional |
| LVII                                                       | 1 de septiembre de 1997-15 de marzo de 2000       | Janitzio Soto Elguera        | Partido Revolucionario Institucional |
| LVII                                                       | 15 de marzo de 2000-19 de julio de 2000           | Vacante                      | Partido Revolucionario Institucional |
| LVII                                                       | 19 de julio de 2000-31 de agosto de 2000          | Janitzio Soto Elguera        | Partido Revolucionario Institucional |
| LVIII                                                      | 1 de septiembre de 2000-31 de agosto de 2003      | Valdemar Romero Reyna        | Partido Acción Nacional              |
| LIX                                                        | 1 de septiembre de 2003-17 de marzo de 2005       | Rubén Mendoza Ayala          | Partido Acción Nacional              |
| LIX                                                        | 17 de marzo de 2005-15 de diciembre de 2005       | Adrián Juárez Jiménez        | Partido Acción Nacional              |
| LIX                                                        | 15 de diciembre de 2005-25 de abril de 2006       | Rubén Mendoza Ayala          | Partido Acción Nacional              |
| LIX                                                        | 25 de abril de 2006-31 de agosto de 2006          | Adrián Juárez Jiménez        | Partido Acción Nacional              |
| LX                                                         | 1 de septiembre de 2006-30 de abril de 2009       | Raciel Pérez Cruz            | Partido de la Revolución Democrática |
| LX                                                         | 30 de abril de 2006-6 de julio de 2009            | Héctor Arenas Sánchez        | Partido de la Revolución Democrática |
| LX                                                         | 6 de julio de 2009-31 de agosto de 2009           | Raciel Pérez Cruz            | Partido de la Revolución Democrática |
| LXI                                                        | 1 de septiembre de 2009-2 de abril de 2012        | José Luis Soto Oseguera      | Partido Revolucionario Institucional |
| LXI                                                        | 2 de abril de 2012-17 de abril de 2012            | Vacante                      | Partido Revolucionario Institucional |
| LXI                                                        | 17 de abril de 2012-30 de abril de 2012           | José Luis Soto Oseguera      | Partido Revolucionario Institucional |
| LXI                                                        | 30 de abril de 2012-2 de julio de 2012            | Vacante                      | Partido Revolucionario Institucional |
| LXI                                                        | 2 de julio de 2012-31 de agosto de 2012           | José Luis Soto Oseguera      | Partido Revolucionario Institucional |
| LXII                                                       | 1 de septiembre de 2012-24 de junio de 2015       | Norma Ponce Orozco           | Partido Revolucionario Institucional |
| LXII                                                       | 24 de junio de 2015-31 de agosto de 2015          | Vacante                      | Partido Revolucionario Institucional |
| LXIII                                                      | 1 de septiembre de 2015-31 de agosto de 2018      | María Isabel Maya Pineda     | Partido Revolucionario Institucional |
| LXIV                                                       | 1 de septiembre de 2018-31 de agosto de 2021      | Emilio Manzanilla Téllez     | Partido del Trabajo (México)         |
| LXV                                                        | 1 de septiembre de 2021-31 de agosto de 2024      | Marisela Garduño Garduño     | Partido del Trabajo (México)         |
| LXVI                                                       | 1 de septiembre de 2024-                          | Emilio Manzanilla Téllez     | Partido del Trabajo (México)         |

## Resultados Electorales

### Elecciones de 2024
|  | 63.56 % |

|  | 25.21 % |

|  | 8.60 % |

|  | 0.06 % |

|  | 2.57 % |

|  | 100.0 % |

|  | 60.84 % |

### Elecciones de 2021
|  | 50.07 % |

|  | 28.03 % |

|  | 9.53 % |

|  | 2.72 % |

|  | 2.36 % |

|  | 1.68 % |

|  | 1.64 % |

|  | 0.68 % |

|  | 0.07 % |

|  | 3.22 % |

|  | 100.00 % |

|  | 45.33 % |

### Elecciones de 2018
|  | 56.32 % |

|  | 24.12 % |

|  | 16.75 % |

|  | 0.05 % |

|  | 2.76 % |

|  | 100.00 % |

|  | 62.98 % |